# Savignac-de-Nontron
Savignac-de-Nontron é uma comuna francesa na região administrativa da Nova Aquitânia, no departamento Dordonha. Estende-se por uma área de 9,45 km². Em 2010 a comuna tinha 194 habitantes (densidade: 20,5 hab./km²).